# 컴패니언
《컴패니언》(영어: Companion)은 2025년 개봉한 미국의 공포 영화이다. 드루 핸콕이 감독과 각본을 맡았다.

## 출연
- 소피 대처 - 아이리스
- 잭 퀘이드 - 조시
- 루커스 게이지 - 패트릭
- 메건 수리 - 캣
- 하비 기옌 - 일라이
- 루퍼트 프렌드 - 세르게이